# Patxi Hernández Hernández
Patxi Hernández Hernández (Sant Sebastià, 3 de novembre de 1967) és un exfutbolista professional basc, que ocupava la posició de porter.

## Trajectòria
Format al planter de la Reial Societat, debuta a primera divisió la temporada 89/90, en partit contra el Rayo Vallecano, l'any següent és cedit a la SD Eibar, i de nou al conjunt donostiarra, és el porter suplent de la campanya 91/92, en la qual suma un altre encontre. Sense continuïtat a l'equip de Sant Sebastià, fitxa pel Girona FC, per aquella època entre Segona B i Tercera Divisió.
Després de la seua retirada, ha seguit vinculat al món del futbol com a entrenador de porters, en equips com l'Añorga o l'Antiguoko, ambdós bascos.